# 汤加潘加
汤加潘加是湯加王國的法定貨幣。潘加由位於努庫阿洛發的湯加國家儲備銀行（Pangikē Pule Fakafonua ʻo Tonga）控制。潘加並不是浮動的，並且和一籃子的貨幣掛勾，包括澳洲元、紐西蘭元、美元和日圓。
1潘加相等於100分（seniti），在ISO 4217代碼為TOP，通常會縮寫為T$（分則為¢）。在湯加，潘加即是中文中的「元」，而當地也有稱為hau的貨幣單位（1 hau＝100潘加），但在日常生活中不會使用，只會在面額較高的紀念幣上出現。

## 詞源
Entada scandens，當地稱為潘加('paʻanga)，是一種豆科的爬藤植物，製造很多體積大，呈紅色的種子。這些種子呈圓形，直徑可達5厘米，約1-2厘米厚。當這些種子串在一起時，就成為了一個踝環，踝環是當地kailao舞的裝飾。踝環也能作為古代擲環遊戲lafo中的道具。
在1806年12月1日，湯加人襲擊一艘經過的船隻太子港号(Port-au-Prince)，企圖佔領這船，但最後失敗了，因為船員把船弄沉。哈派群島的首長菲瑙·烏魯卡拉拉(Fīnau ʻUlukālala)，動用了下一個計劃，就是搶劫所有他們認為有價值的東西。他的搶劫團在船中找到金錢，當時沒人知道這是什麼，所以他就當這種金錢為潘加。最後，他們再沒找到其他東西，他就下令燒了船的殘骸。到後來，該船唯一生還者William Mariner，對首長說這些金屬都很值錢，不只是用來玩的石頭而已。
當湯加引入了十進制後，湯加決定不把圓作為主要貨幣單位的稱呼，因為當地語言tola，被譯作豬嘴、椰子的软端，還有通俗一點的口部。所以潘加就被譯作當地貨幣。
Mariner也向烏魯卡拉拉傳遞了以下的文字：
如果錢由鐵製成，和可以轉換成刀、斧和鑿子時，這些錢就會有人給它們一個價值，但是我看不到有人這樣做。如果有人擁有多過他所需的馬鈴薯，就讓他拿這些馬鈴薯來交換豬肉。...錢這東西肯定是比較便利和合適的，但由於錢不會在保存中途被破壞，人們一定會把它們儲藏起來而不使用它，就像首長所幹的事一樣，而這就變成自私了。...我現在明白為何白人現在變得那麼自私了-是因為金錢！(原文:If money were made of iron and could be converted into knives, axes and chisels there would be some sense in placing a value on it; but as it is, I see none. If a man has more yams than he wants, let him exchange some of them away for pork. [...] Certainly money is much handier and more convenient but then, as it will not spoil by being kept, people will store it up instead of sharing it out as a chief ought to do, and thus become selfish. [...] I understand now very well what it is that makes the papālangi [white men] so selfish — it is this money!)

## 歷史
潘加於1967年4月3日引入，代替先前的湯加鎊，潘加和湯加鎊的兌換率為1湯加鎊=2潘加。直到1991年2月11日，潘加和澳洲元以同等的價值掛勾，自此之後湯加就和一籃子貨幣掛勾，這令潘加不斷貶值。直到2006年，1潘加就相等於1.6澳元。而官方的兌換率則會於國家儲備銀行在自1989年7月1日起每天發行的報紙上刊登，但公佈的時間是在每天的結尾，而不是每天的早上。實際上，真正的兌換率，似乎是以高上階層的喜好，多於那一籃子貨幣而定。 

## 硬幣
硬幣的幣值可分為1分、2分、5分、10分、20分和50分。大部份的硬幣都刻上國王穿軍服，向前望和寫上「Fakalahi meʻakai（多種點食物吧）」字句，背景為一間食物工廠的樣子。比較特別的是十二角形的50分硬幣（其他的都是圓形）。現在1分和2分的硬幣已經比較少見，因為湯加每年10%的通脹，令這兩個面值的價值越來越低，現在只有在個別月份，於銀行發行後才會比較容易得到。現時在湯加的商店購物，通常都會花約5-10分，一些商店則通常只收取約數。
以前，湯加也有1至3潘加的硬幣流通，但現在則被視為收藏品。
| 面值 | 直徑      | 成份 | 正面                 | 背面                                                             | 註                                       |
| ---- | --------- | ---- | -------------------- | ---------------------------------------------------------------- | ---------------------------------------- |
| 1分  | 18毫米    | 青銅 | 湯加、年份、玉米     | 多種點食物吧、1分、香草                                          |                                          |
| 2分  | 21毫米    | 青銅 | 湯加、2分、爪        | PLANNED FAMILIES FOOD FOR ALL、年份、6個人手拖手、形成一個六邊形 |                                          |
| 5分  | 19毫米    | 白銅 | 湯加、年份、雞和小雞 | FAKALAHI MEʻAKAI、5分、可可                                      |                                          |
| 10分 | 24毫米    | 白銅 | F.A.O、湯加年、國王  | FAKALAHI MEʻAKAI、10分、香蕉                                     | 1980年前是牛，之後則是香蕉               |
| 20分 | 29毫米    | 白銅 | F.A.O、湯加年、國王  | FAKALAHI MEʻAKAI、20分、馬鈴薯                                   | 1980年前是環繞蜂巢的蜜蜂，之後則是馬鈴薯 |
| 50分 | 32-33毫米 | 白銅 | F.A.O、湯加年、國王  | FAKALAHI MEʻAKAI、50分、番茄                                     | 1980年前是環繞旋渦的魚，之後則是番茄     |

在1967年後期，皇后薩洛特 · 圖普三世（Salote Tupou III，她於1965年去世）的圖像出現在硬幣上，而不是現在的國王。當時她是望向右方的，而1980年後現任國王取代了她的位置，他是望向左方的。

## 紙幣
紙幣可分為1潘加、2潘加、5潘加、10潘加、20潘加和50潘加，50潘加在1990年引入。藍綠色的半潘加紙幣，背面印有椰子乾，於1980年後就不再適用。
紙幣的正面使用湯加語，印有國王圖普四世的肖像。背面則使用英語，和印有湯加常見的活動和地標，例如毛依三石塔、王宮、湯加發展銀行、瓦瓦烏島(瓦瓦烏島出現過兩次，一次在1900年，另一次則是現在)和南洋樹皮紙作成品。
| 面值    | 正面     | 背面                             |
| ------- | -------- | -------------------------------- |
| 1潘加   | 图普五世 | 鲸鱼                             |
| 2潘加   | 图普五世 | 学校，橄榄球运动员               |
| 5潘加   | 图普五世 | 姆阿的皇家陵墓                   |
| 10潘加  | 图普五世 | 雕像                             |
| 20潘加  | 图普五世 | 努库阿洛法的汤加国家储备银行大楼 |
| 50潘加  | 图普五世 | 努库阿洛法的皇宫                 |
| 100潘加 | 图普五世 | 内亚富海港                       |

| 面值    | 正面     | 背面                             |
| ------- | -------- | -------------------------------- |
| 2潘加   | 图普六世 | 鲸鱼                             |
| 5潘加   | 图普六世 | 姆阿的皇家陵墓                   |
| 10潘加  | 图普六世 | 雕像                             |
| 20潘加  | 图普六世 | 努库阿洛法的汤加国家储备银行大楼 |
| 50潘加  | 图普六世 | 努库阿洛法的皇宫                 |
| 100潘加 | 图普六世 | 内亚富海港                       |